# Jacobaea vulgaris
Jacobaea vulgaris is een plant uit de composietenfamilie.

## Ondersoorten
- Jakobskruiskruid (Jacobaea vulgaris subsp. vulgaris)
- Duinkruiskruid (Jacobaea vulgaris subsp. dunensis)